# Elena Messner

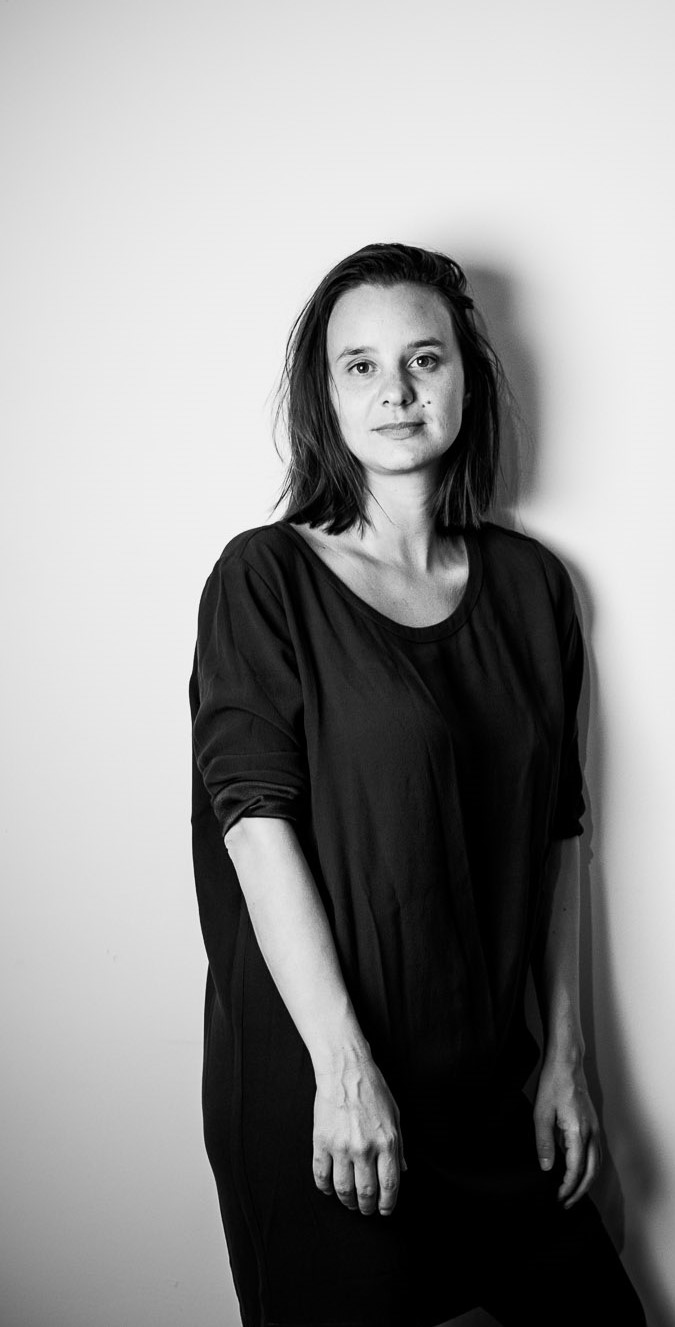
Elena Messner, 2016

Elena Messner (* 1983 in Klagenfurt) ist eine österreichische Schriftstellerin, Kultur- und Literaturwissenschaftlerin.

## Leben
Elena Messner wuchs als Kärntner Slowenin mit u. a. mazedonischen Wurzeln zweisprachig in Klagenfurt, Ljubljana und Salzburg auf und studierte in Wien, Belgrad und Aix-en-Provence Komparatistik und Kulturwissenschaften. Ihre Dissertation handelt von südslawischer Literatur, Literatursoziologie und interkulturellem literarischen Transfer. Neben Lehrtätigkeiten in Wien, Berlin, Innsbruck und Marseille war die Autorin auch als Übersetzerin aus dem Slowenischen und dem Kroatischen/Serbischen, als Herausgeberin und Kulturvermittlerin tätig. Sie schreibt Prosa, Essays und Theatertexte. Sie arbeitete ab 2007 mehrere Jahre als Mitarbeiterin des wissenschaftlichen Internetprojekts Kakanien Revisited. 2011 war Messner Mitkoordinatorin des Auftritts Serbiens als Schwerpunktland auf der Leipziger Buchmesse. Sie ist Mitbegründerin der literarischen Plattform textfeld südost und organisierte u. a. die Wiener Soundspaziergänge sowie das Literaturfestival Sommerloch mit.
Elena Messner unterrichtete von 2013 bis 2018 in Marseille am Institut für Germanistik an der Universität Aix/Marseille. Sie lehrt regelmäßig an der Universität Klagenfurt und forscht seit 2023 als Senior Scientist (FWF) an der Universität Wien. Sie lebt in Wien.

## Werk
Elena Messner publiziert sowohl als Literaturwissenschaftlerin wie auch als Prosaautorin. 2014 erschienen ihre Einführung zur Postjugoslawischen Antikriegsprosa  sowie ihr Debütroman Das lange Echo, im Herbst 2016 folgte der zweite Roman In die Transitzone. Ihr Debütroman wurde unter dem Titel Cet écho infini von Chantal Herbert ins Französische übersetzt.
In ihren belletristischen Büchern beschäftigt sie sich u. a. mit politischen und gesellschaftskritischen Themen. Das lange Echo behandelt den Ersten Weltkrieg und erzählt zum einen von einem österreichisch-ungarischen Soldaten, der 1916 in Belgrad stationiert ist, wo er den Untergang der Monarchie miterlebt. Die zweite Handlungsebene ist hundert Jahre später angesetzt und zeigt die Direktorin des Wiener Heeresgeschichtlichen Museums und ihre Assistentin in einem Streitgespräch über die Gräuel des Krieges und seinen langen Schatten. In der Tageszeitung Der Standard meint Mascha Dabić, in Das lange Echo „verbinden sich Vergangenheit und Gegenwart, Wissenschaft und Literatur zu einem leidenschaftlichen Plädoyer für Widerstand gegen Nationalismus und Kriegshetzerei.“ Betont wurde auch Messners Mut „anders über den Krieg zu schreiben“, so die Ö1-Redakteurin Michaela Monschein in einem Radiobeitrag über den Roman.
2020 erweiterte Elena Messner ihre literarische Auseinandersetzung um das Heeresgeschichtliche Museum in Wien (HGM) um eine wissenschaftlich-künstlerische. Sie initiierte unter dem Titel #hgmneudenken eine zivilgesellschaftlich engagierte Tagung und Ausstellung im Wiener Arsenal mit. Im Zentrum der Debatte stand der unkritische und affirmative Umgang mit der militärischen Vergangenheit Österreichs seitens des HGM und seiner Leitung. 2021 organisierte sie eine weitere Tagung dazu im Literaturhaus Wien und gab mit Peter Pirker den wissenschaftlichen Band Kriege gehören ins Museum. Aber wie? heraus. Während der aufgrund der Kritik notwendig gewordenen Ausschreibung des Direktionspostens für das HGM äußerte sie sich im Jahr 2022 mehrmals medial, publizierte Offene Briefe an das Verteidigungsministerium mit, gab kritische Interviews und organisierte eine weitere künstlerische Gruppen-Intervention in Kooperation mit dem künstlerischen Kollektiv „Artificial Museum“.
In ihrem zweiten Roman In die Transitzone beschäftigt sich Elena Messner mit dem Umgang mit Flüchtlingen. Die fiktive südeuropäische Hafenstadt Makrique hat sich darin zum autonomen Gebiet erklärt. Mit dem Thema Migration beschäftigte sie sich auch als Mitkuratorin des Tagungs- und Ausstellungsprojektes „Museum der Migration“. 2023 kuratierte sie in diesem Zusammenhang das Projekt „Musmig – das Plenum“ mit, bei dem über 40 Personen mitwirkten. 2024 zog das Projekt im Rahmen einer Zwischennutzung ins Volkskundemuseum. 2020 erschien ihr dritter Roman Nebelmaschine, „die präzise Aufarbeitung eines Wirtschaftskriminalfalls [und] eine unwiderstehliche Hommage an die Durchsetzungskraft von politischer Kunst und investigativem Theater“. 2023 erschien ihr Roman „Schmerzambulanz“, in dem sie das Gesundheitssystem in seinen ökonomischen und politischen Kontexten darstellt.
Auch in ihren Theaterstücken setzt sich Elena Messner künstlerisch mit gesellschaftskritischen Themen auseinander. So etwa in dem seit 2015 mehrfach inszenierten zweisprachigen Drama Jez / Der Damm, das sie gemeinsam mit Dominik Srienc verfasste, in der 2015 ausgeführten theatralen Intervention Graus der Geschichte oder in dem 2016 im Friaul inszenierten Opernlibretto Si, si fa, das sich mit Arbeitsverweigerung und dem antiken Mythos von Sisyphos beschäftigt. 2021 schrieb sie gemeinsam mit der Regisseurin Gabriele Schelle das in Hamburg aufgeführte Bühnendrama Tod in Venedig. Die Cyborg Version, in dem die Themen Künstliche Intelligenz und Feminismus aufgegriffen werden. 2023 wurde in Hamburg und Kiel der zweite Teil des zu einer Trilogie ausgeweiteten Bühnenprojekts unter dem Titel Stufe Eins Unzufrieden in der Regie von Gabrielle Schelle aufgeführt.

## Werke (Auswahl)
- Schmerzambulanz. Roman. Edition Atelier, Wien 2023, ISBN 978-3-99065-089-9
- Nebelmaschine. Roman. Edition Atelier, Wien 2020, ISBN 978-3-99065-037-0.[28]
- In die Transitzone. Roman. Edition Atelier, Wien 2016, ISBN 978-3-903005-21-1.
- Postjugoslawische Antikriegsprosa. Eine Einführung. Turia und Kant, Wien 2014, ISBN 978-3-85132-748-9.
- Das lange Echo. Roman. Edition Atelier, Wien 2014, ISBN 978-3-902498-93-9, 2021 als Paperback.
  - Französische Übersetzung: Cet écho infini. Littérature étrangère. Roman. Übs. v. Chantal Herbert. Sicania, Marseille 2018.

## Herausgeberschaften (Auswahl)
- mit Peter Pirker: Kriege gehören ins Museum! Aber wie? Edition Atelier, Wien 2021, ISBN 978-3-99065-061-5.
- mit Tobias Zarfl und Dana Rausch: Solidarität an der Grenze. Solidarnost ob meji. Drava, Klagenfurt 2021, ISBN 978-3-85435-968-5.
- mit Dominik Srienc und Ute Liepold: Abziehbilder/Odlepke. Kärnten Koroška Корошка. Drava, Klagenfurt 2021, ISBN 978-3-85435-963-0.
- mit Eva Schörkhuber und Petra Sturm: Warum feiern. Beiträge zu 100 Jahren Frauenwahlrecht. Edition Atelier, Wien 2018, ISBN 978-3-903005-45-7.
- mit Eva Schörkhuber: Zu anderen Ufern. Transdanubisierungen. sonderzahl, Wien 2018, ISBN 978-3-85449-508-6.
- mit Eva Schörkhuber: Beherrschen Sie sich: Regierungsviertelungen. sonderzahl, Wien 2016, ISBN 978-3-85449-450-8.
- mit Eva Schörkhuber und Jenny Dünser: Aus allen Richtungen: Karlsplatzierungen. sonderzahl, Wien 2014, ISBN 978-3-85449-430-0.
- mit Eva Schörkhuber und Jenny Dünser: Verwegenes Pflaster: Museumseinquartierungen. sonderzahl, Wien 2013, ISBN 978-3-85449-399-0.
- mit Eva Schörkhuber: Mit allen Wassern. Donaukanalisierungen. sonderzahl, Wien 2012, ISBN 978-3-85449-379-2.
- mit Antonia Rahofer: Zwischen dort und hier – Acht Annäherungen an die zeitgenössische bosnische Literatur. Studia, Innsbruck 2010, ISBN 978-3-902652-19-5.

## Theater (Auswahl)
- mit Gabriele Schelle: Stufe Eins Unzufrieden, R: Gabrielle Schelle, UA: Kiel, 2023
- mit Gabriele Schelle: Thomas Manns Tod in Venedig. Die Cyborg Version, R: Gabrielle Schelle, UA: Hamburger Sprechwerk, 2021
- mit Dominik Srienc: Sisifa. Ouvertüre zu einer modernen Oper | Overtura moderne opere | La ouverture della opera moderna, R: Marjan Štikar, UA: Dordolla | Dordòle (Friaul, IT), 2016
- mit Dominik Srienc: Jez/Der Damm. Dvojezična dramska intervencija/Zweisprachige theatralische Intervention, R: Marjan Štikar, UA: St. Jakob, 2014

## Auszeichnungen
- MOEL-Forschungsstipendium der Österreichischen Forschungsgemeinschaft
- Dissertationsstipendium der Universität Wien, 2011
- Übersetzungsprämie des Bundesministeriums für Unterricht, Kunst und Kultur, 2012
- Buchprämie des Bundesministeriums für besonders gelungene Neuerscheinungen, 2016
- Post-Doc Stipendium des Dekanats der Philologisch-Kulturwissenschaftlichen Fakultät der Universität Wien, 2021
- Kulturpreis des Landes Kärnten Förderungspreis für Literatur, 2021
- Arbeitsstipendium Literatur der Stadt Wien für das Jahr 2022
- Forschungsstipendium der Österreichischen Akademie der Wissenschaften (ÖAW), 2022
- Langzeitstipendium für Literatur des Bundesministeriums (BMKOES), 2022-2023
- Elise-Richter-Grant (FWF), ab 2022
- Theodor-Körner-Preis für Literatur, 2022
- Buchprämie des Bundesministeriums (Kunst und Kultur) für besonders gelungene Neuerscheinungen 2023
- Shortlist des Wortmeldungen-Preises 2024 mit dem Text Kühe[29][30]